# Impersonalitat sintàctica
En sentit estricte, una oració impersonal és una oració que no té subjecte gramatical i consta només d'un sintagma verbal. Per exemple: plou; fa calor; és de nit; hi ha pomes en aquest cistell; s'hi està bé, aquí.
Les oracions impersonals obliguen a replantejar el concepte d'oració des del punt de vista estructural, ja que no corresponen a l'esquema SN + SV sinó que consten només d'un SV. També entren en contradicció amb la definició tradicional, ja que aparentment no hi ha predicació perquè no hi ha un subjecte del qual predicar. En realitat, però, perquè existeixi una oració en el pla de la llengua, l'únic requisit és que hi figuri un verb en forma personal.

## Classes d'impersonals sintàctiques
- Unipersonals: Impersonals que designen fenòmens naturals; són els anomenats "verbs meteorològics" que es conjuguen en 3a persona del singular, com ara plou, neva, plovisqueja, trona, pedrega, etc.
- Gramaticalitzades: Impersonals amb les formes verbals hi ha, fa o es: hi ha pomes a la cistella, fa fred, és aviat. L'element que segueix al verb no és el subjecte sinó un complement directe en el cas de hi ha i fa, i un atribut del verb és, ja que accepta la substitució pronominal.
- Reflexives: Impersonals amb es/s´/se; en determinades construccions, el morfema gramatical es/s´/se es converteix en una marca d'impersonalitat. En aquest cas existeix un agent o un subjecte semàntic, però, o és desconegut, o no interessa precisar-lo: se saluda els ambaixadors; s'hi està bé, aquí.